# William Laurentz

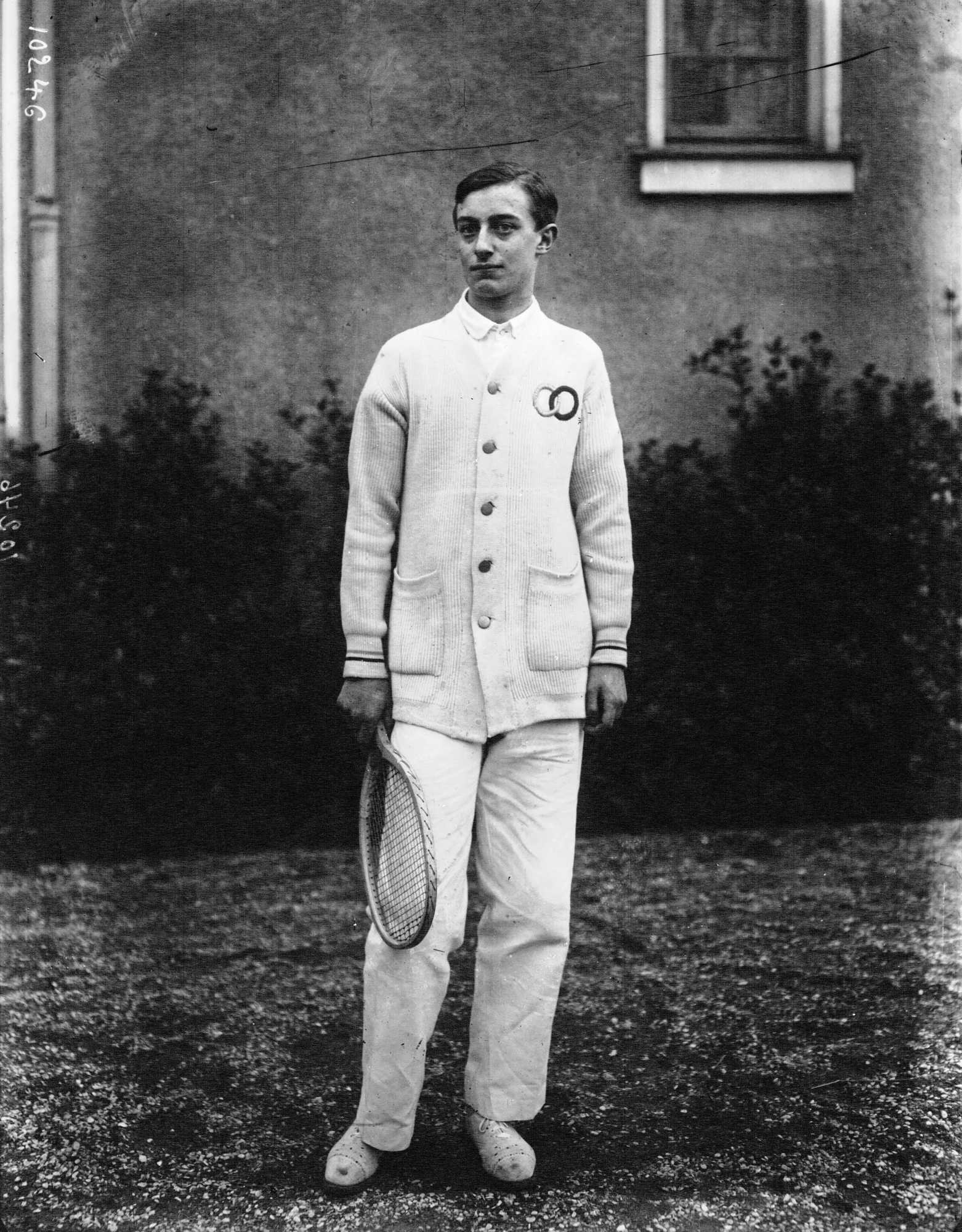
Laurentz, 1911

William Laurentz (* 26. Februar 1895 in Paris; † 7. März 1922 ebenda) war ein französischer Tennisspieler.

## Karriere
Laurentz feierte seinen ersten Erfolg bereits im Alter von 16 Jahren, als er im Finale der Französischen Hallenmeisterschaften 1911 den mehrfachen Wimbledon-Champion Anthony Wilding besiegte. Beim selben Turnier war er mit André Gobert auch im Doppel erfolgreich. 1912 und 1913 gewann er an der Seite von Daisy Sperenza den Mixed-Wettbewerb bei den nationalen Französischen Meisterschaften.
Nach dem Ersten Weltkrieg trat Laurentz auch beim Turnier von Wimbledon an, er konnte sich dort jedoch nie durchsetzen. Während er im Einzel 1919 und 1921 bereits in der ersten Runde ausschied, drang er 1920 bis in die dritte Runde vor; gegen seinen Landsmann Jacques Brugnon musste er sich dort in vier Sätzen geschlagen geben.
Seine größten Erfolge waren der Sieg bei den Hartplatz-Weltmeisterschaften in Paris im Jahr 1920 sowie bei den Hallenweltmeisterschaften in Kopenhagen im Jahr darauf. Im Doppel war er mit Gobert 1920 und 1921 bei den Hartplatz-Weltmeisterschaften ebenfalls erfolgreich. 1919 und 1920 wurde er als einer der zehn besten Tennisspieler der Welt gehandelt, 1921 als bester französischer Tennisspieler. Im Davis Cup trat Laurentz ab 1912 an, er konnte in seinen insgesamt sieben Partien ein Einzel und zwei Doppel gewinnen.
Laurentz starb im März 1922 unerwartet im Alter von nur 27 Jahren in Paris an einer Blutvergiftung nach einer Grippeerkrankung.
Bill Tilden schilderte Laurentz in seinem Buch von 1920 als hervorragenden Spieler, der insbesondere über einen variantenreichen Aufschlag verfüge. Seine Volleys und Überkopfschläge seien manchmal sehr gut, allerdings leiste er sich dabei auch häufig einfache Fehler. Laurentz sei ein instinktiver Tennisspieler, der ohne einen ausgefeilten Matchplan seine Spiele angehe und bei dem viel von seiner Tagesform abhänge; an einem Tag könne er den besten Spieler schlagen und am nächsten gegen den schlechtesten verlieren.

## Turniersiege

### Einzel
| Nr. | Jahr | Turnier                       | Finalgegner    | Ergebnis           |
| --- | ---- | ----------------------------- | -------------- | ------------------ |
| 1.  | 1920 | Hartplatz-Weltmeisterschaften | André Gobert   | 9:7, 6:2, 3:6, 6:2 |
| 1.  | 1921 | Hallenweltmeisterschaften     | Alfred Beamish | 6:2, 6:4, 6:2      |

### Doppel
| Nr. | Jahr | Turnier                       | Partner      | Finalgegner                    | Ergebnis           |
| --- | ---- | ----------------------------- | ------------ | ------------------------------ | ------------------ |
| 1.  | 1920 | Hartplatz-Weltmeisterschaften | André Gobert | Nicolae Mișu Cecil Blackbeard  | 6:4, 6:2, 6:1      |
| 2.  | 1921 | Hartplatz-Weltmeisterschaften | André Gobert | Alain Gerbault Pierre Albarran | 6:4, 6:2, 6:8, 6:2 |